# Сариев, Туржан
Туржан Сариев (род. 1929, Каракиянский район, село Курык) — земледелец, бригадир совхоза-техникума «Шуманай» Шуманайского района Каракалпакской области Узбекской ССР, Герой Социалистического Труда (1978).

## Биография
Туржан Сариев родился 1929 году в селе Курык, ныне Каракиянского района Мангистауской области Республики Казахстан, в казахской семье. Происходи из подрода кунанорыс рода адай племени байулы.
В 1944 году начал свою трудовую деятельность в местном колхозе, на хлопковых полях. Был призван в ряды Советской Армии. Демобилизовавшись, вернулся работать хлопкоробом в колхоз Шуманайского района Каракалпакской области. Позже стал возглавлять хлопковую бригаду. По итогам восьмой пятилетки был награждён орденом Трудового Красного Знамени.
В 1973 году его бригада получила по 38,1 центнера хлопка с гектара на площади 75 гектаров. Сариев был награждён орденом Ленина. В неблагоприятный 1976 год бригада вновь показала высокий результат и собрала по 38,4 центнера хлопка с гектара, а в 1977 году было собрано по 43,3 центнеров с гектара и перевыполнен план на 114 %.
За выдающиеся успехи, достигнутые во Всесоюзном социалистическом соревновании, проявленную трудовую доблесть в выполнении планов и социалистических обязательств по увеличению производства и продажи государству хлопка, зерна и других продуктов земледелия в 1977 году, Указом Президиума Верховного Совета СССР от 20 марта 1978 года Туржану Сариеву было присвоено звание Героя Социалистического Труда с вручением ордена Ленина и золотой медали «Серп и Молот».
Избирался депутатом Верховного Совета Каракалпакской АССР и Шуманайского районного Совета депутатов
Передал из личных средств 50 тысяч рублей на строительство детского сада в городе Шуманай.
Проживал в посёлке Шуманай. Дата смерти не установлена.

## Награды
За трудовые успехи удостоен:
- золотая звезда «Серп и Молот» (20.03.1978),
- два ордена Ленина (10.12.1973, 20.03.1978),
- Орден Трудового Красного Знамени (08.04.1971),
- медали ВДНХ СССР,
- другие медали.